# ۱۰ گاو
۱۰ گاو یک ستاره است که در صورت فلکی ثور قرار دارد.